# Ordine degli Assassini
L'Ordine degli Assassini (in persiano: Ḥashashiyan; in arabo: Ḥashīshiyya o Ḥashīshiyyīn, al singolare Ḥashīshī ) fu una setta iniziatica, riservata agli elementi di sesso maschile, di tipo religioso-militare e di credo ismailita, nata agli inizi dell'XI secolo fra i Nizariti della Siria, del Cairo e del Vicino Oriente. 
Il gruppo fu fondato dal popolare leader ismailita Ḥasan-i Ṣabbāḥ (quinto decennio dell'XI sec.-1124) e fu attivo in Persia e Siria fra il 1090 e il 1275.
A seguito di una scissione interna al movimento ismailita nell'XI secolo, il Gran Maestro persiano Ḥasan-i Ṣabbāḥ formò una setta militare e religiosa, che trovò rifugio dapprima nelle alture della Persia, e poi in Siria. Il quartier generale rimase sempre nell'ex fortezza sciita zaydita di Alamūt, a nord dell'Iran. Per i suoi adepti fu scelto il nome di Asāsiyyūn (in arabo أساسيون‎?), "Fondamentalisti", che rinviava direttamente alla figura del fondatore e capo della setta, che mirava a sottolineare la loro presunta ortodossia islamica (lett. "persone fedeli ai fondamenti [della fede]); in realtà era permeata di una forma di misticismo a carattere esoterico batinita, (in arabo باطني‎?) tipico delle strutture rigidamente iniziatiche. Marco Polo come tanti gli altri esploratori stranieri, associò il termine all'uso dell'hashish fra i membri del gruppo.
Ḥasan-i Ṣabbāḥ selezionò un élite di accoliti che fu impegnata in forme violente di attivismo contro i Crociati e le autorità sunnite dell'Impero selgiuchide, eliminando nell'arco di tre secoli due califfi e molti visir, sultani e leader dello scudo templare. I Nizari acquisirono fama e timore presso i popoli confinanti, reclutando giovani fidāʾiyyīn che, pur essendo l'ultimo gradino e la base della società iniziatica, mantennero un legame diretto e un'intimità personale col vertice, erano addestrati a mimetizzarsi fra i nemici e a compiere attentati eclatanti in luoghi pubblici e affollati. La maggioranza del mondo islamico sconfessò la setta, che pure ottenne largo seguito all'interno della comunità ismailita.

La loro fama giunse all'orecchio dei Crociati. Furono oggetto anche di una certa agiografia da parte di Marco Polo, motivo per il quale gli orientalisti europei nel XIX secolo - come Joseph von Hammer-Purgstall- privilegiarono i resoconti di parte degli autori arabi sunniti e persiani di età medievale, quali fonti storiografiche più autorevoli.
Durante il dominio dell'Imam Rukn al-Din Khurshah, lo Stato nizarita declinò fino alla forzata consegna dei castelli ai mongoli invasori e allo scioglimento dell'ordine da parte dell'ultimo imam.
Nel '67, il libro The Assassins: A radical sect in Islam di Bernard Lewis li definì come un movimento islamista radicale, ispirando il videogioco Assassin's Creed..

## Storia

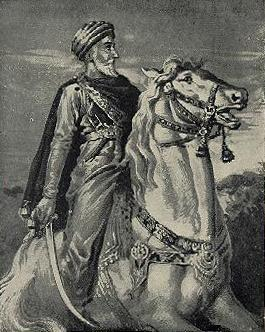
Rappresentazione artistica di Ḥasan-i Ṣabbāḥ.

Le origini degli Assassini risalgono al 1094 ad ʿAlamūt, a nord del moderno Iran, nel periodo di massima espansione del califfato fatimide, precedente alla Prima crociata del 1096.
Sebbene la maggior parte delle fonti storiche sia andata distrutta o persa con l'espugnazione di ʿAlamūt da parte dei Mongoli nel 1256, è comunque possibile stabilire una ricostruzione storica a partire dalla fondazione da parte di Ḥasan-i Ṣabbāḥ (quinto decennio dell'XI sec.-1124), un leader popolare fra le tribù ismailite che senza troppe difficoltà riuscì a riunire un folto gruppo di seguaci provenienti dal Cairo, dalla Siria e dal Vicino Oriente. I motivi non sono noti e tuttavia vi fu una componente ambizione personale di gloria e ricchezza, tesa a difendere una posizione di potere consolidato sia dai leader religiosi musulmani che dall'opera dei Crociati in Terra santa. L'imam degli ismailiti scelse come quartier generale il castello di Alamūt, edificato nell'865 d.C. dal leader sciita zaydita Wahsudan ben Marzuban, della dinastia dei Giustanidi. Questi lo convertì in un luogo protetto e in una scuola teologica iniziatica, che utilizzò la coercizione dei suoi agenti per ottenere il favore politico e intimidire le popolazioni delle città e delle regioni limitrofe.
A seguito di una crisi nella successione dinastica Fatimide, Ḥasan-i Ṣabbāḥ si schierò dalla parte del giovane principe Nizār (1045-1097). Sabbah stabilì la sua dimora ad ʿAlamūt, dove trascorse il resto della sua vita a produrre opere religiose e a sviluppare la dottrina per il suo Ordine, che aveva organizzato come una società segreta con una rigida struttura gerarchica. Sotto la direzione di Ḥasan-i Ṣabbāḥ, furono creati cinque gradi di iniziazione: il Gran Maestro dell'Ordine, i "Propagandisti Maggiori", seguiti dai normali "Propagandisti", i Rafiq ("Compagni") e i Lasiq ("seguaci", apprendisti). Furono i Lasiq ad essere addestrati a diventare alcuni degli assassini più temuti, o come venivano chiamati Fida'in (agenti pronti a sacrificarsi).

Marco Polo associò la cieca fedeltà dei fidāʾiyyūnn nei confronti di Ḥasan-i Ṣabbāḥ all'uso di sostanze stupefacenti, alla persuasione dei seguaci che il capo carismatico avesse poteri magici e doti soprannaturali tali da assicurare loro il Paradiso islamico se lo avessero servito. Poiché Sabbah morì nel 1124 e Sinah, noto anche come "il vecchio della montagna" si spense nel 1092, il viaggiatore veneziano -la cui nascita è fatta risalire al 1254- non poté essere testimone oculare dei fatti. La tesi controversa dell'uso di droghe e della presenza visioni paranormali si sviluppò parallelamente ad un indottrinamento duraturo all'interno di una roccaforte isolata dal mondo e priva di altri riferimenti culturali, oltre a quello del suo leader carismatico e capo guerriero.
Con le sue nuove armi, Ḥasan-i Ṣabbāḥ iniziò a ordinare omicidi, dai politici ai grandi generali, prestando attenzione a non attaccare e a non inimicarsi la popolazione civile.

Sebbene i fidāʾiyyūn occupassero il rango più basso nella scala sociale stabilita da Ḥasan-i Ṣabbāḥ  e fosse usati solo come pedine per le offerte sacrificali del Gran Maestro, il loro addestramento militare e spirituale assorbì molto tempo e ingenti risorse. Gli Assassini erano generalmente giovani reclute, dotate di pazienza, freddezza e calcolo, nonché della forza e della resistenza fisica necessarie per portare a termine gli omicidi su commissione. Addestrati dai loro padroni a mascherarsi e ad intrufolarsi nel territorio nemico per eseguire gli omicidi, essi erano generalmente intelligenti e ben istruiti, poiché erano tenuti a conoscere non solo il nemico, ma anche la sua cultura e la sua lingua madre.

## Tattiche militari

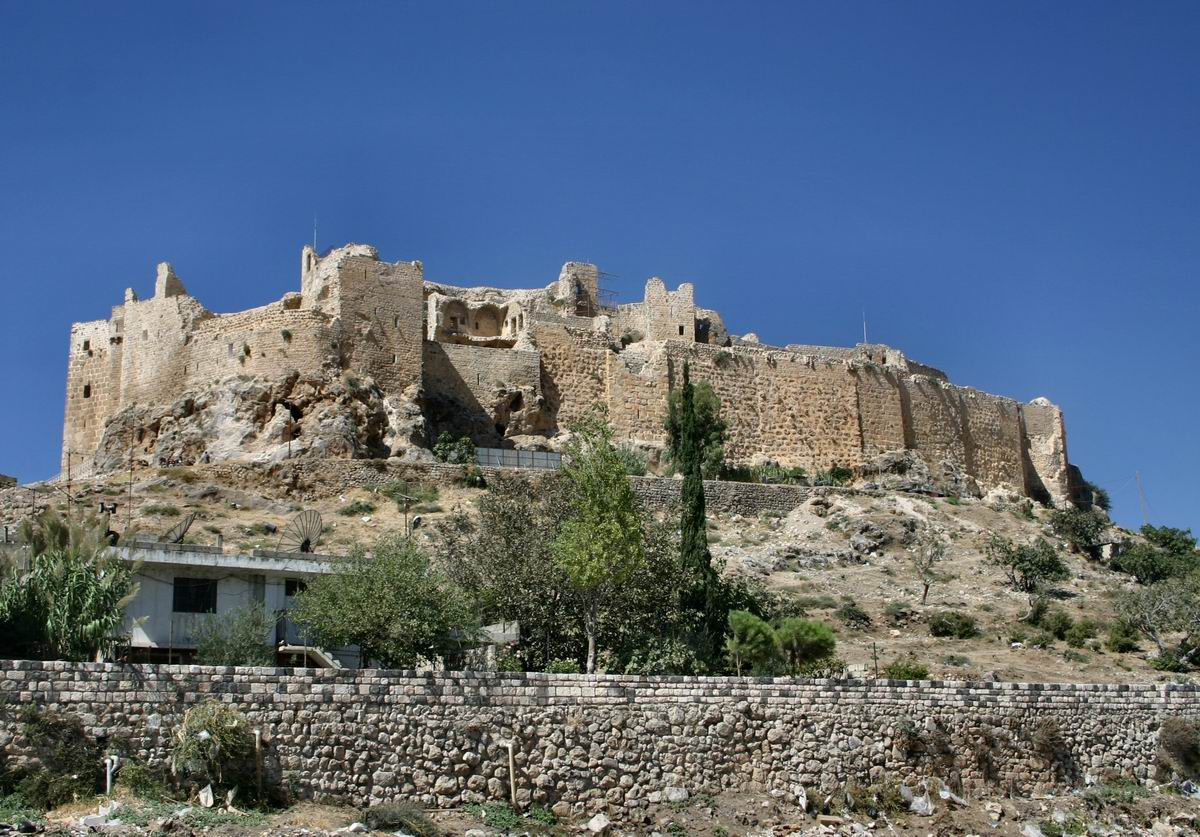
Resti del castello Alamut a Qazvin, in Iran

Uno dei metodi adottati più di frequente fu l'eliminazione selettiva di importanti figure rivali, di solito compiute in luoghi pubblici, proprio al fine di destare clamore e di intimidire i potenziali nemici. I primi bersagli della lotta armata furono coloro che avevano perpetrato massacri contro la comunità ismailita, che, malgrado l'ostilità nei loro confronti da parte della stragrande maggioranza islamica, fece vedere da parte di qualcuno un proprio concreto strumento di autodifesa. Tale pratica era divenuta l'alternativa al diffuso spargimento di sangue che generalmente derivava dalla faida tra fazioni rivali. Pare anche che gli hashīshiyyīn fossero cultori della furusiyya, il codice d'onore cavalleresco islamico, fatto di combattimento, travestimenti ed equitazione.
Il capo Ḥasan-i Ṣabbāḥ allontanò moglie e figli a Girdkuh, quando l'assedio mongolo di ʿAlamŭt ridusse la popolazione allo stremo delle forze e alla scarsità di cibo. Alcuni degli adepti vivevano come monaci eremiti in un luogo ricavato in mezzo alla natura, lontano dalle eventuali famiglie con cui era precluso di convivere per il rischio personale e per la segretezza della dottrina e dei riti della setta iniziatica. Per circa due secoli, gli hashīshiyyīn si dedicarono ad assassinare i loro nemici religiosi e politici.
L'omicidio del visir selgiuchide, Nizam al-Mulk è diffusamente considerato dagli studiosi come il primo passo nel tentativo di dar vita a uno Stato ismailita nizarita in Persia. Niẓām al-Mulk fu ucciso per mano di un adepto travestito da sufi, la cui identità rimane oscura. L'omicidio del visir si distingue per le modalità di visibilità con cui le missioni dei fidāʾī erano compiute. Mentre i Selgiuchidi e i Crociati impiegavano l'omicidio come strumento per sbarazzarsi dei nemici delle fazioni avverse, durante il periodo di ʿAlamŭt quasi ogni omicidio di rilevanza politica nelle terre islamiche fu attribuito agli ismailiti. Secondo Bernard Lewis,i due gruppi finirono col confondersi l'uno con l'altro.
L'approccio militare dello Stato nizarita ismailita era in gran parte di tipo difensivo, con siti posizionati in modo tale da dare l'idea di minimizzare gli scontri e le perdite umane. La loro principale caratteristica fu la dispersione geografica in Persia e Siria. Il castello di Alamut era solamente l'anello di un sistema di fortificazioni all'interno delle quali gli Ismailiti potevano trovare rifugio in caso di necessità: un esempio di queste roccaforti fu quaella di Lamasar, ubicata nella valle di Shahrud, a ovest di Alamut.

Tali luoghi di rifugio furono chiamati dār al-hijra ((in arabo دار الهجرة‎? "sede di migrazione", "luogo di rifugio"), una nozione risalente all'egira compiuta da Maometto a Yathrib (Medina). I Fatimidi trovarono la loro dār al-hijra nell'Africa del nord: fra il 1101 e il 1118 le forze furono attaccate e strette d'assedio dalle forze congiunte selgiuchidi di Berkyaruq e di Sanjar, pretendenti al titolo di Sultano. Con un bilancio di vite umane che comportò la cattura e il sacrificio del proselita Ahmad ibn Hattash, il gruppo di hashīshshiyyīn riuscì a mantenere la propria posizione e a respingere gli attacchi fino all'invasione mongola. In modo simile, durante la rivolta contro i Selgiuchidi, diverse fortezze servirono come luoghi di rifugio per gli Ismailiti.

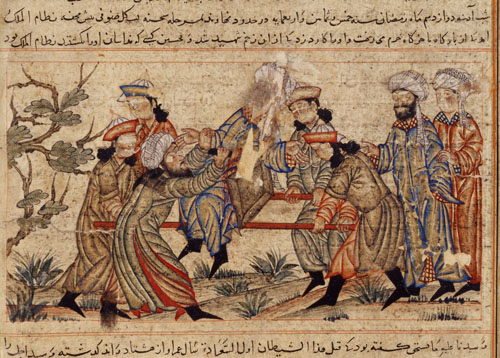
Dipinto del XIV secolo del successo dell'assassinio di Niẓām al-Mulk, visir del Sultanato selgiuchide, da parte di un Assassino. È spesso considerato il loro assassinio più significativo.

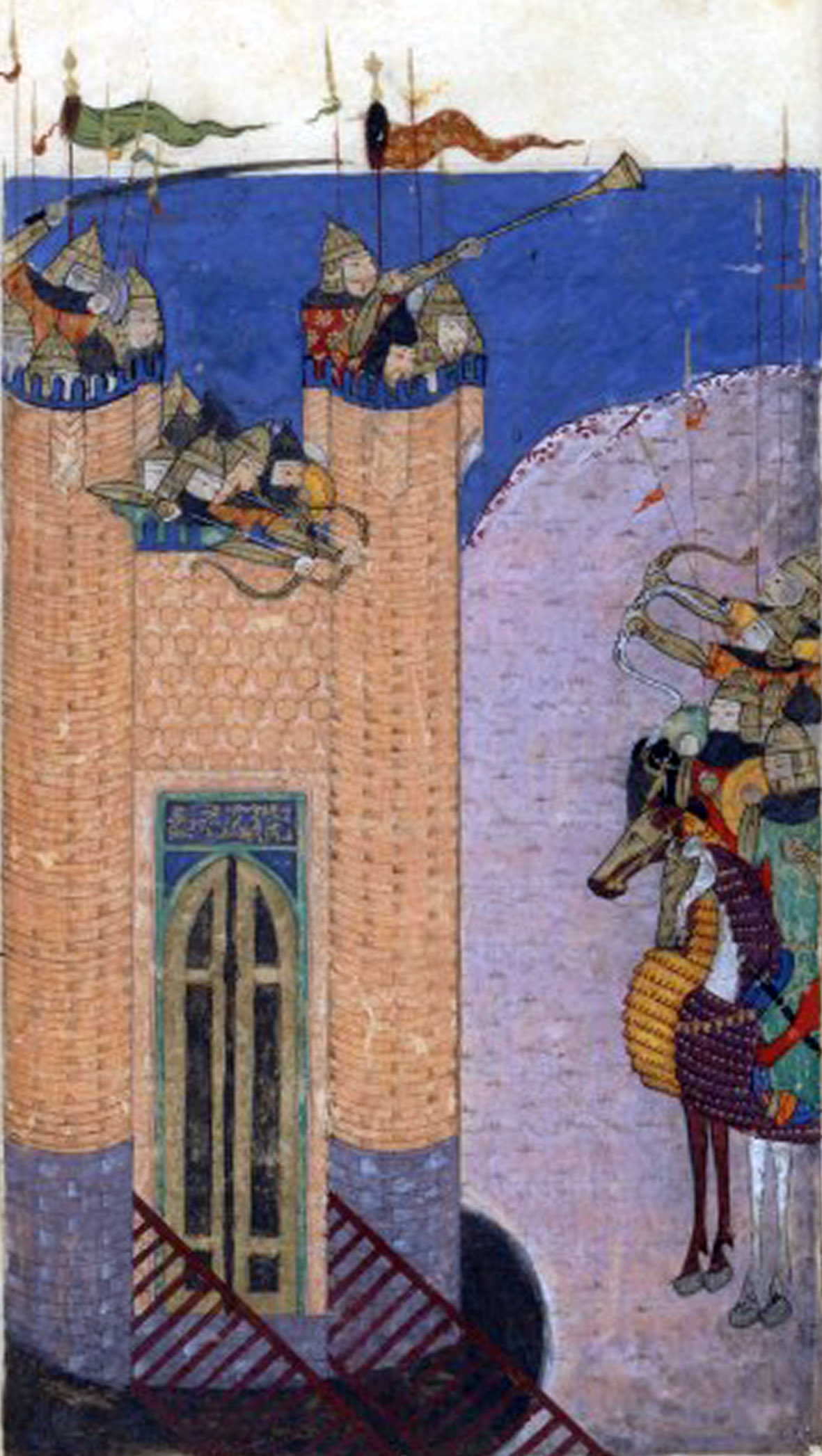
Vista di Alamut assediata. L'ultimo Gran Maestro degli Assassini ad Alamut, l'Imam Rukn al-Din Khurshah (1255-1256) fu giustiziato da Hulagu Khan dopo un drammatico assedio.

Nel corso della loro storia militante, praticamente qualsiasi assassinio veniva attribuito alla setta. Malgrado la pratica degli omicidi strategici e mirati fosse condivisa anche dai Crociati e da altre fazioni, le esecuzioni spettacolari in luoghi pubblici diedero loro una notorietà che sovrastava quella di qualsiasi altro gruppo.

La guerra psicologica e un uso sottile della armi della persuasione furono un altro metodo impiegato dagli hashīshshiyyīn, che preferivano attirare i propri nemici piuttosto che ucciderli, rendendosi simile in tale aspetto alle parole del Jihād islamico.
Sanjar ascese al trono selgiuchide, a seguito della morte del padre Muhammad Tapar. Hasan-i Sabah inviò un sicario dell'ordine contro il sultano, che aveva respinto le offerte dei suoi ambasciatori. Sanjar si svegliò una mattina con un pugnale conficcato nel terreno accanto al letto. Allarmato, decise di non raccontare a nessuno l'accaduto, finché un altro messo del capo dell'Ordine non gli chiarì il significato di quella minaccia di morte, alla quale seguì un decennale "cessate il fuoco" fra Selgiuchidi e Nizeriti. Sanjar accordò anche all'Ordine una quota delle tasse riscosse dalle terre di loro proprietà, concedendo loro donativi e altri privilegi fra i quali la riscossione dei pedaggi da parte dei viandanti.

## Declino e conseguenze

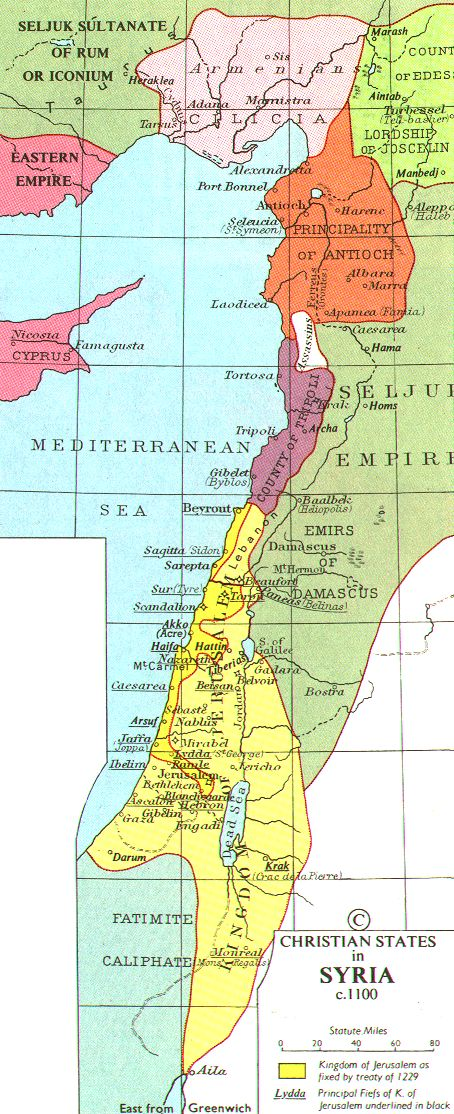
Mappa degli Stati crociati, che mostra l'area controllata dagli Assassini attorno a Masyaf, leggermente sopra il centro, in bianco.

Gli Assassini furono sradicati dall'Impero mongolo durante l'invasione ben documentata dell'impero del Khwārezmshāh. Probabilmente, mandarono i loro assassini a uccidere Möngke Khan. Come rappresaglia, il comandante mongolo Kitbugā ebbe l'incarico di attaccare varie fortezze di Hashīshiyyūn nel 1253, in preparazione della campagna militare di Hulagu tre anni più tardi. I Mongoli assediarono ʿAlamūt il 15 dicembre 1256. Gli Assassini riconquistarono e tennero ʿAlamūt per alcuni mesi nel 1275, ma furono schiacciati e il loro potere politico ebbe fine.

Nel 1273, il sultano mamelucco Baybars acquisì le sedi siriane degli Assassini. I suoi successori continuarono ad avvalersi dei loro servizi, al punto che nel XIV secolo Ibn Battuta indicò il tariffario dei sicari di Stato, che era divenuto la condizione della loro stessa esistenza.
Secondo lo storico Yāqūt al-Hamawī, i musulmani Böszörmény (ismailiti nizariti) trovarono impiego come mercenari nel Regno di Ungheria dal X al XIII secolo. Dopo l'istituzione del Regno cristiano d'Ungheria, la Santa Inquisizione della Chiesa cattolica ottenne la loro distruzione durante il regno di Coloman. Gli Assassini furono gli antenati di quelli cui fu dato il cognome Hajaly (Aiala), derivato dalla parola hajal, un frequente simbolo dell'ordine e una rara specie di uccello trovata nelle montagne della Siria vicino a Masyaf.

## Nella cultura di massa
Gli hashīshshiyyīn furono un soggetto frequente dell'arte medievale, sia idealizzato sia demonizzato.
Già nel XII secolo, la parola "assassino" era entrata nel linguaggio comune come sinonimo di sicario. Il cronista fiorentino Giovanni Villani, morto nel 1348, racconta come il signore di Lucca mandò "i suoi assassini" a Pisa per uccidere lì un nemico fastidioso. Ancor prima, Dante, nel 19° canto dell'Inferno, menzionò lo perfido assassin, che secondo la chiosa del commentatore del XIV secolo Francesco da Buti, chiarì il significato, probabilmente non ancora così diffuso all'epoca, con le seguenti parole: "Assassino è colui che uccide altrui per danari".
Il libro Die Geschichte der Assassinen aus morgenländischen Quellen', pubblicato nel 1818 dallo storico e orientalista austriaco Joseph von Hammer-Purgstall, rese famosi gli Assassini nell'Europa moderna, portandoli all'interno del movimento romantico. Fino agli anni '30, il testo rimase un riferimento per la conoscenza della setta.

### Nei videogiochi
Gli Assassini sono i protagonisti di vari giochi di ruolo e videogiochi, in particolare nei giochi Massively multiplayer online. Spesso i personaggi utilizzano l'invisibilità e la tecnica del combattimento singolo per sconfiggere l'avversario senza poter essere contrattaccati. Ad esempio:
- la serie di giochi di ruolo d'azione dell'Esilio ruota attorno a un Assassino siriano in viaggio nel tempo che assassina varie figure storiche religiose e moderni leader mondiali.[19][20];
- la serie di videogiochi Assassin's Creed rappresenta un ordine Ḥashshāshīn, che si sarebbe espanso oltre i confini levantini e sarebbe esistito in tutta la storia conosciuta, insieme alla loro nemesi, i Cavalieri Templari)[21], protagonisti delle Crociate. Assassin's Creed trae gran parte del suo contenuto da fatti storici e incorpora persino come il credo stesso le presunte ultime parole di Hassan i Sabbah: "Nulla è vero; tutto è permesso" (anche se le fonti per quella citazione sono in gran parte inaffidabili). Da allora la serie si è trasformata in un franchise, che comprende romanzi, fumetti e un film;
- nel DLC Sword of Islam per il grande gioco di strategia di Paradox Interactive Crusader Kings II, gli Hashashin sono un ordine sacro associato all'Islam sciita. Una volta prescelti, i sovrani sciiti possono assumere gli hashashin per combattere contro regni non sciiti e potenzialmente possono vassalizzarli. Il DLC Monks and Mystics espande il loro ruolo, rendendo gli Assassini una società segreta unica, alla quale possono unirsi personaggi sciiti;
- nella serie Netflix Marco Polo, l'imperatore Kubilai Khan viene attaccato da un gruppo di Hashshashin, guidati dal Vecchio della Montagna. che -secondo il monaco taoista Hundred Eyes- giunsero alla Corte del re. Il Vecchio della Montagna viene quindi inseguito da Marco Polo e Byamba. L'episodio Hashshashin (2014) mostra come il Vecchio conduca Marco Polo in uno stato allucinogeno.
- Louis L'Amour, nel suo libro The Walking Drum, descrisse il padre del protagonista nella roccaforte di Alamut, fra gli Assassini. Mathurin Kerbouchard, che inizialmente cerca suo padre nella Spagna controllata dai mori del XII secolo, poi in tutta Europa, deve infine recarsi nella Rocca di Alamut per salvare Jean Kerbouchard;
- gli Uomini senza volto, una gilda di assassini nella serie di libri Cronache del ghiaccio e del fuoco di George R. R. Martin e nella serie TV Il Trono di Spade sono ispirati dall'Ordine degli Assassini[22];
- il franchise Fate dei romanzi visivi presenta la setta in modo abbastanza prominente con Hassan-i-sabbah, noto anche come il Vecchio della Montagna (in giapponese: 山 の 翁, Yama no Okina), pseudonimo di 19 spettri che potevano essere invocati nella veste di assassini. Il loro nobile fantasma si chiama Zabaniya (in giapponese: ザ バ ニ ヤ), dall'arabo (Az-zabānīya: الزبانية), uno dei 19 angeli che custodiscono l'inferno nella fede islamica. Sia in Fate/Zero che in Fate/stay night: Heaven's Feel, 'Assassin' è un personaggio (servitore di Kotomine Kirei e Matō Zouken, rispettivamente) che ritrae un leader di Hashashins. Hassan-i Sabbah stesso recita in Fate/Grand Order.
- Voce Assassins della New International Encyclopædia, presente nel progetto Wikiquote in lingua inglese.